# QUByte Interactive
QUByte Interactive é uma desenvolvedora e publicadora brasileira de jogos eletrônicos, sediada em São Paulo. Fundada em 2010, atua no desenvolvimento próprio e na publicação de jogos indie para diversas plataformas, incluindo consoles e PC.

## História
A QUByte Interactive foi fundada em 2009 por Marivaldo Cabral, Reinaldo Ramos e Guilhes Damian como uma empresa focada em prestar serviços de portabilidade de jogos para clientes nos Estados Unidos e Europa. Durante essa fase inicial, seu trabalho principal foi portar jogos de PC para consoles como Nintendo Wii, Nintendo DS e PSP.

### Expansão e Primeiros Jogos Próprios
Em 2010, a QUByte iniciou o desenvolvimento de jogos próprios e lançou seu primeiro grande sucesso: HTR High Tech Racing para iOS. O jogo alcançou notoriedade, posicionando a empresa no mercado mobile. Entre 2011 e 2013, a QUByte lançou mais sete jogos para iOS e Android, acumulando mais de 25 milhões de downloads.
No entanto, em 2014, devido às mudanças no mercado de jogos mobile, a empresa decidiu retornar às suas raízes, priorizando novamente projetos sob encomenda, com foco em clientes europeus.

### Retorno ao Desenvolvimento Próprio
No final de 2014, a QUByte Interactive retomou a produção de jogos próprios e iniciou o desenvolvimento de 99Vidas – O Jogo, um beat'em up baseado nos apresentadores do popular podcast brasileiro 99Vidas.
- Lançamento do 99Vidas:
  - Dezembro de 2016: Versão para PC na Steam.
  - 2017: Lançamentos para PS3, PS4, PS Vita e Xbox One.[5]
  - Abril de 2018: Torna-se o primeiro jogo 100% brasileiro disponível na PSN Plus,[6] marcando um marco importante na história da indústria nacional.

### Investimento no Mercado Retrô e Publicação
Após o sucesso de 99Vidas, a QUByte expandiu para o mercado retrô com o lançamento da VASARA Collection em 2019, que foi amplamente elogiada pela crítica e público. Neste mesmo ano, a empresa começou sua atuação como publisher, inicialmente com foco em jogos de puzzle no Nintendo Switch.
Desde então, a QUByte publicou mais de 150 jogos em todas as principais plataformas, incluindo Nintendo Switch, PlayStation, Xbox e Steam.

### Investimento e Expansão
Em 2023, a QUByte Interactive conquistou sua primeira rodada de investimento pre-seed, liderada pelo grupo Poli Angels, com participação do fundo Bossanova Investimentos e da Future Labs. Esse aporte permitiu a expansão de suas operações e o lançamento de projetos ambiciosos, como o aguardado MARS 2120, lançado em 2024.

### QUByte Connect
Desde 2020, a empresa organiza o QUByte Connect, um evento digital anual que destaca os jogos lançados e anuncia futuros projetos, consolidando sua posição no mercado e promovendo sua crescente linha de publicações e desenvolvimentos.

## Sociedade e Estrutura
- Fundadores originais: Marivaldo Cabral, Reinaldo Ramos e Guilhes Damian.
- Mudanças na sociedade:
  - Reinaldo Ramos e Guilhes Damian deixaram a empresa em momentos distintos.
  - Marcel Bernardi e Fábio Attard ingressaram como sócios antes da saída dos fundadores mencionados.
  - Após essas mudanças, Bruno Carvalho se juntou ao grupo como sócio, consolidando a nova estrutura da empresa.

## Jogos Notáveis
- HTR High Tech Racing (2010)
- 99Vidas – O Jogo (2016–2018)
- VASARA Collection (2019)
- MARS 2120 (2024)